# يركا
يركا (بالعبريّة: יִרְכָּא) هي قرية تقع على السفوح الغربية لجبال الجليل الأعلى، وتقع إداريًا في المنطقة الشمالية شمال إسرائيل. يبلغ عدد سكانها، صحيح لسنة 2021، 17,576 نسمة، 9073 من الرجال و8,503 من النساء. 98.8% من سكان يركا هم من الطائفة الدرزية، وقرابة ال1.1% من المسلمين، و0.1% من المسيحيين.
معدل الخصوبة في البلدة (معدل عدد الأطفال لكل امرأة)، صحيح لعام 2021، هو 2.02. صحيح لذات السنة، فإن الهجرة الكلية إلى البلدة سلبية، ومساوية ل16- (أي الفرق بين المهاجرين إلى البلدة والخارجين منها).
بلغ عدد الطلاب في البلدة 4,090 طالبًا في السنة الدراسية 2020-2021، وفي ذات السنة الدراسية بلغت نسبة الطلاب المتسربين من التعليم %0.38. نسبة حاملي شهادة البجروت من بين طلاب الصف الثاني عشر لذات السنة هي 89%. نسبة الطلاب الأكاديميين في البلدة هي 3.1%. في البلدة 14 مدرسة، و196 صفًا.
وصلت نسبة التصويت للانتخابات الحلية في عام 2018 إلى 96.5%. وعدد أعضاء المجلس المحلي، صحيح لعام 2021، هو 13 عضو. أما عن معدّل الدخل الشهري، صحيح لسنة 2019، فهو 7,085.

## التسمية
هناك عدة تفسيرات لمصدر الاسم يركا وهي:
- نسبة إلى شكل الجبل الذي ينحدر من أعالي الجليل نحو الساحل والذي يشبه بشكله الورك (ورك=يركا).
- على اسم «حوشاي هاركي» مساعد الملك داوود.
- من الكلمة العبرية "ירוק" =أخضر نسبة إلى كثرة الأشجار والنباتات الخضراء.

يوجد في القرية أماكن مقدسة عديدة منها «خلوة» (مكان العبادة للطائفة المعروفية الدرزية)، وأماكن مقدسة أخرى «كضريح يوسف الصديق» و «ضريح أبو السرايا غنايم» وهو من أهم الدعاة للمذهب التوحيدي (الدرزي) في الجليل. يوجد كذلك قبر الأخوين «الذين ما خانو بعضهن» ويوجد كذلك جب الشيخ يوسف الغضبان (شجرة خروب ومزار) ومغارة الشيخ على فارس (النقاطة) وغيرها.
كانت يركا في الماضي مركز ومعقل الدروز في البلاد، حيث كانت عائلة «معدي» تتولى الزعامة السياسية والاجتماعية في القرية فترة تقارب 450 سنة وآخرهم كان الشيخ جبر داهش معدي.
من العائلات الأكبر والأقدم في القرية: أبو ريش، ملا، معدّي، أبو طريف، رمّال.

## تاريخ

### العصر القديم
يركا هو موقع قرية قديمة، حيث تم العثور على الأعمدة والصهاريج القديمة. تم العثور على نقش يوناني هنا يرجع تاريخه إلى العصر المسيحي المبكر من قبل كليرمون جانو في عام 1881.

### الحقبة الصليبية
خلال الحقبة الصليبية، عُرفت يركا باسم أركيت. في عام 1220، باعت تريكس دي كورتيناي ابنة جوسلين الثالث كونت الرها وزوجها أوتو فون بوتنلوبين كونت هينبرج، أرضهم، بما في ذلك أركيت، إلى فرسان تيوتون.

### الحقبة العثمانية
في عام 1517 تم دمج يركا في الدولة العثمانية بعد أن تم الاستيلاء على فلسطين من المماليك. وبحلول عام 1596، ظهر يركا في سجلات الضرائب العثمانية كجزء من ناحية عكا ضمن لواء صفد. وكان عدد سكانها يتكون من 174 أسرة مسلمة وحوالي 24 عازبا.
أظهرت خريطة لبيير جاكوتين خلال غزو نابليون عام 1799 المدينة تحت اسم هيريكا.
قام المستكشف الفرنسي فيكتور جويرين بزيارة يركا في عام 1875، وكتب أن «قطع الأحجار ذات المظهر القديم استخدمت في بناء المنازل الحديثة. [...] حوالي مائة صهريج مقطوع في الصخر، نصفه لم يعد يُستخدم، والنصف الآخر يخدم رغبات الناس، ويكشف عن وجود في هذا المكان مكان قديم له بعض الأهمية». في عام 1881، وصف صندوق استكشاف فلسطين يركا بأنها قرية حجرية مبنية جيدًا. يسكنها 400 من الموحدون الدروز الذين يزرعون الزيتون والتين.
أظهرت قائمة السكان من عام 1887 أنَّ تعداد يركا كان حوالي 1,285 نسمة، وكان تقريباً كل السكان من الموحدون الدروز.

### الانتداب البريطاني

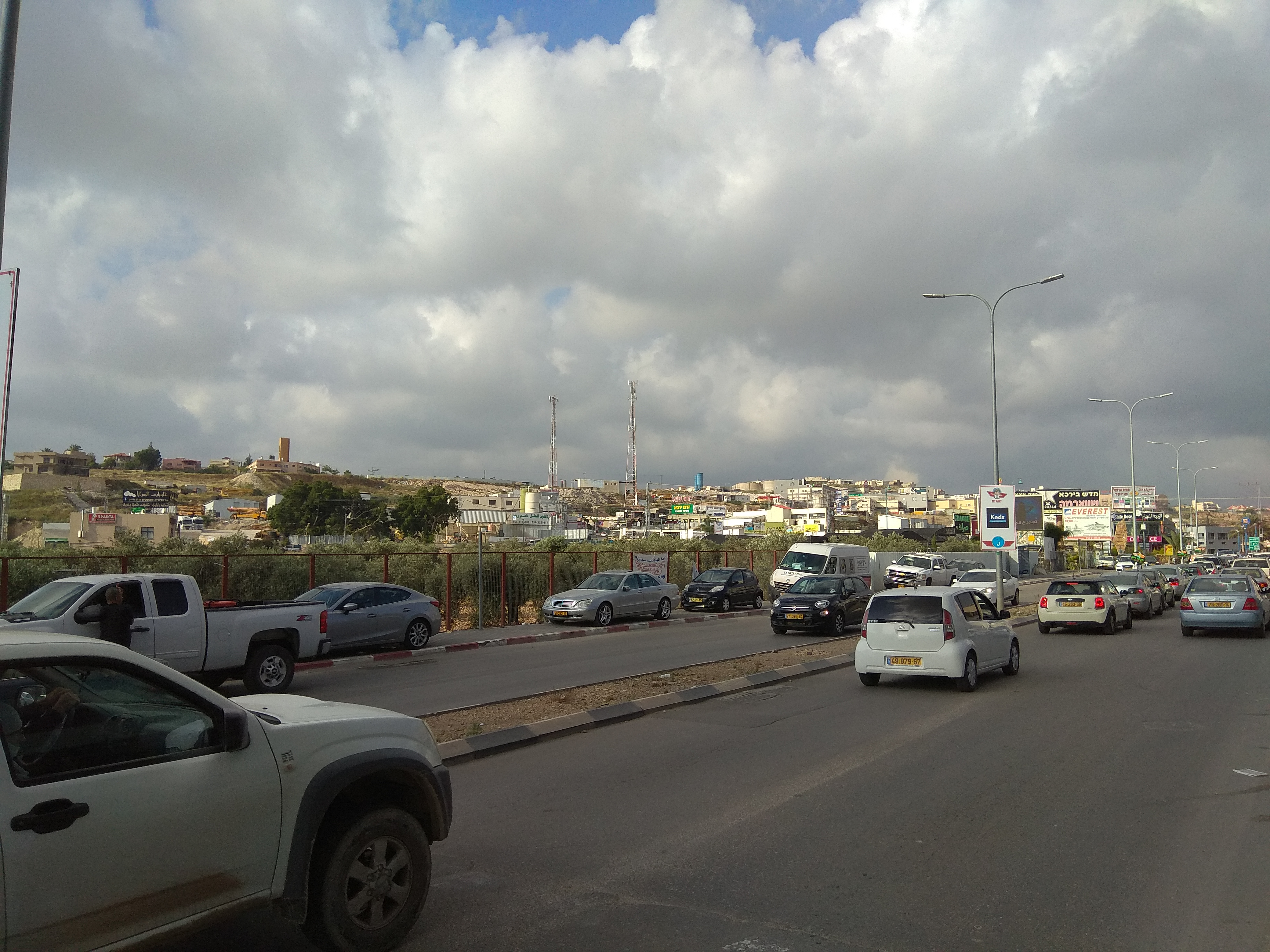
مدخل بلدة يركا.

في تعداد فلسطين عام 1922 الذي أجرته سلطات الإنتداب البريطاني، بلغ عدد سكان يركا حوالي 978 نسمة؛ منهم 937 درزي، وحوالي 26 مسلمًا، وحوالي 15 مسيحيًا، حيث توزع المسيحيون بين 11 أرثوذكسيًا، وثلاثة رومان كاثوليك، وماروني واحد. وزاد عدد السكان في تعداد 1931 إلى 1,196 نسمة؛ منهم 1,138 درزيًا وحوالي 46 مسلمًا وحوالي 11 مسيحيًا يعيشون في إجمالي 343 منزلًا.
وفقًا لمسح رسمي للأراضي والسكان، بلغ عدد سكان يركا 1,500 نسمة في عام 1945؛ منهم سبعين مسلمًا، وحوالي عشرة مسيحيين، وحوالي 1,420 درزيًا، يغطون بحوالي 42,452 دونم من الأرض. من هذا، كان 5,747 دونم من المزارع والأراضي القابلة للري، وحوالي 5,909 تُستخدم للحبوب، في حين تم بناء 140 دونم من الأراضي المبنية في عام 1945.
في عام 1948، شهدت القرية نزوحاً كبيراً من سكان القرى المجاورة من المسلمين والمسيحيين ككقرى كفر ياسيف، والجديدة، والمكر، ودنون، وعمقة، دير الأسد، والبعنة، عكا وغيرها. ويُروى بأنه بسبب ذلك النزوح بلغ عدد سكان القرية عام 1948 أكثر من 35,000 نسمه على الرغم من أن عدد السكان الأصليين لم يكن يتجاوز 1,800 نسمة.

### دولة إسرائيل
في عام 2018 ضمت يركا على ثاني أكبر تجمع درزي في إسرائيل بعد مدينة دالية الكرمل، مع حوالي 16,400 نسمة، وشكل الموحدون الدروز حوالي 98% من مجمل السكان. وشكّل المسلمون حوالي 1.1% من السكان، وشكلّ المسيحيون العرب حوالي 0.2% من السكان. ومن العائلات الدرزية في البلدة أبو جنب، وأبو حمدة، وأبو دوله، وأبو ريش، وأبو طريف، وأبو ظاهر، وحبيش، وحلبي، وجمول، وخرباوي، وخطّار، ورمّال، وزيّان، وشوفاني، وصعب، وعثمان، وغبيش، وقضماني ومعدّي، وملاّ، وكنعان وغيرها.
في عام 2017 نما عدد السكان بمعدل نمو سنوي بلغ 0.9%. وكانت في المرتبة الثالثة من أصل عشرة في المؤشر الاجتماعي-الاقتصادي في عام 2015. وبلغت نسبة المؤهلين للحصول على شهادة الثانوية العامة أو البجروت بين طلاب الصف الثاني عشر بين عام 2016 وعام 2017 حوالي 81.3%. وكان متوسط الراتب الشهري للسكان في نهاية عام 2016 هو 6,363 شيكل جديد بالمقارنة مع المتوسط الوطني حوالي 8,913 شيكل جديد.

## المساحة والموقع
تبلغ مساحة أراضي يركا قرابة 32,000 دونم. وتجاورها من الغرب كفر ياسيف وأبو سنان ومن الجتوب الغربي قرية جولس ومن الشمال الشرقي قرية جث الجليلية ومن الشرق قرية دير الأسد. يحدها من الشمال وادي (يجري في فصل الشتاء فقط) يعرف باسم وادي «المجنونة» ووادي اّخر من الناحية الجنوبية يعرف باسم وادي «الكواشين».

## معالم القرية

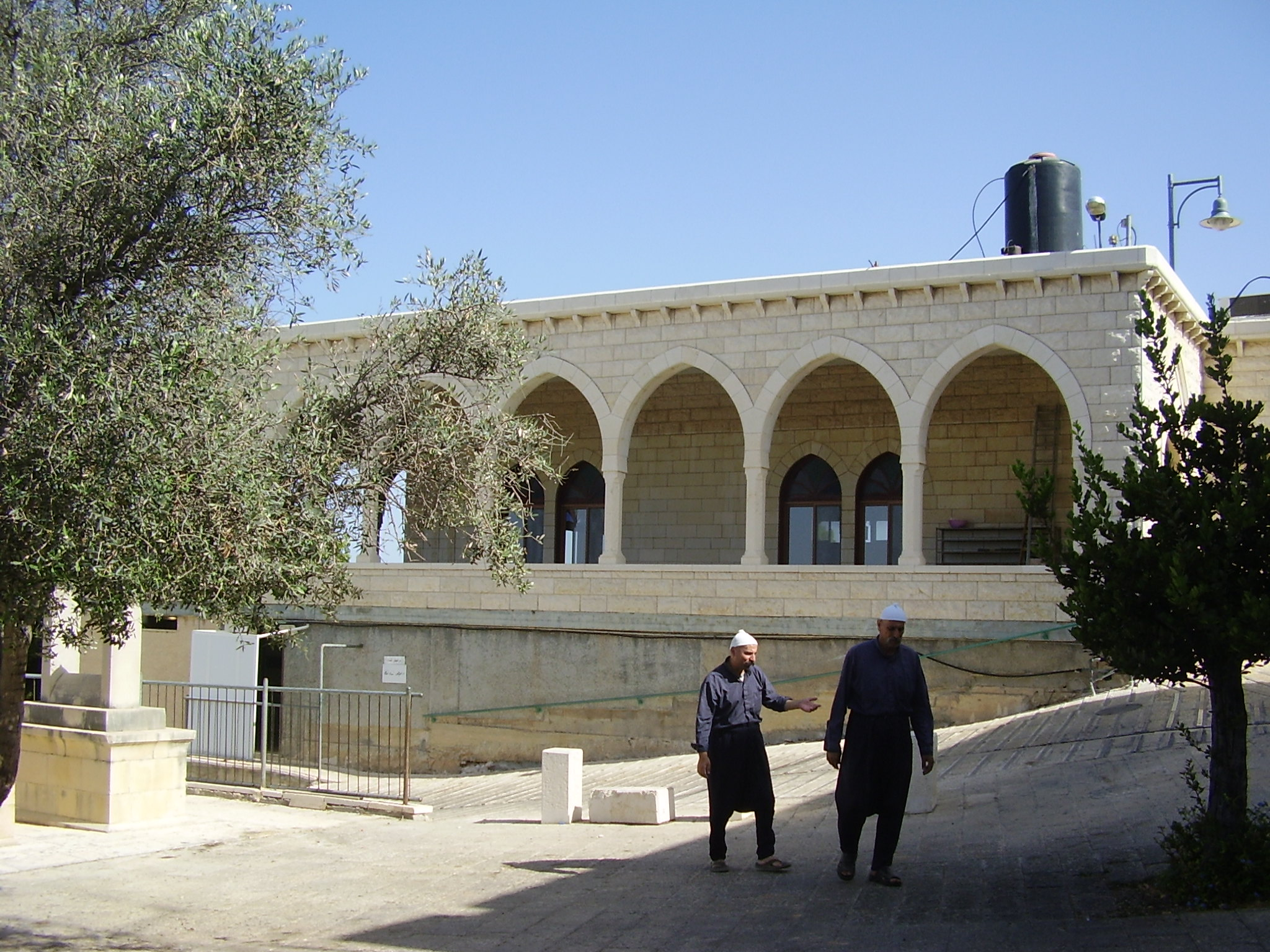
خلوة درزية في يركا.

من الناحية التعليمية والثقافية يوجد في القرية 5 مدارس ابتدائية، مدرستان إعداديتان و4 مدارس ثانوية، إحداها مدرسة العلوم مخصصة للطلاب المتفوقين من أبناء الطائفة الدرزيه في الجليل والكرمل. يعد المستوى التعليمي في هذه المدرسة من أعلى المستويات في إسرائيل بحيث وصل معدل البجروت في عام 2018 إلى أكثر من 99%.
من الناحية الاجتماعية تعمل عدة حركات شبيبة كحركة الشبيبة العاملة والمتعلمة، حركة الشبيبة الكشفية، ووسام الشبيبة، حركة الشبيبة الدرزية، وغيرها. تعمل كذلك حركات تطوعية كالرابطة التطوعيه لتشجيع التعليم العالي، منتدى الأعمال الخيرية، والحركة التطوعية يركا.
تعتبر قرية يركا من القرى المتطورة اقتصادياً في المنطقة. وقد بدا الاقتصاد بالتطور من سنة 2000. تضم القرية فروعاً لشركات كبيرة منها شركات الألبسة والموبيليا وعدة مصانع كبيرة.

### المعالم الدينية
تحتوي يركا على مقام للشيخ غنيم أبو سرايا، وهو من سكّان البلدة وواحد من أوائل الشيوخ الذين نشروا الإيمان الدرزي في منطقة الجليل خلال القرن الحادي عشر. وكان شيخ الدروز في منطقة عكا الساحلية. ويقول التقليد الدرزي أن أبو سرايا دفن تحت أرضية الضريح.
البلدة هي أيضا موقع مقام النبي صديق، ويربط الدروز النبي صديق بالشخصية التوراتية حوشاي. وفقًا لهذا التقليد، فإن اسم «يركا» مشتق من كلمة «ها-يركا». ويقع بيت الصلاة الدرزي «خلوة الشيخ محمد» في شرق بلدة يركا، وتم بناؤه في وقت ما قبل عام 1931 من قبل الشيخ الدرزي محمد معدي كمركز للدراسات الدينية الدرزية.

## إحصاءات وحقائق
- البعد من مركز المحافظة 13 كم شمال شرقي عكا
- متوسط الارتفاع 390 متراً
  - ملكية الأراضي:
  - فلسطيني 30,597 دونم
  - مشاع 1,855 دونم
  - المجموع 32,452 دونم
- استخدام الأراضي عام 1945
  - مزروعة بالبساتين المروية 5,747 دونم
  - مزروعة بالزيتون 5,233 دونم
  - مزروعة بالحبوب 5,809 دونم
  - مبنية 140 دونم
  - صالح للزراعة 11,556 دونم
  - بور 20,756 دونم
  - الأراضي المصادرة حتى عام 1972 حوالي 22,568 دونم
- التعداد السكاني:
  - عام 1922 - 978 نسمة
  - عام 1931 - 1,196 نسمة
  - عام 1945 - 1,500 نسمة
  - عام 1948 - 2,340 نسمة
  - عام 1949 - 1,926 نسمة
  - عام 2021 - 17,576 نسمة